# خمکارآباد گله توک
خمکارآباد گله توک، روستایی از توابع بخش اندیکا شهرستان مسجدسلیمان در استان خوزستان ایران اهالی ازتیره علیرضاوند،طایفه صالح بابری وازایل بزرگ [قندعلی ]هستند.	

## جمعیت
این روستا در دهستان قلعه خواجه قرار دارد و براساس سرشماری مرکز آمار ایران در سال ۱۳۸۵، جمعیت آن ۲۰۲ نفر (۳۹خانوار) بوده‌است.